# South Toms River
South Toms River és una població dels Estats Units a l'estat de Nova Jersey. Segons el cens del 2007 tenia 3.713 habitants.

## Demografia
Segons el cens del 2000, South Toms River tenia 3.634 habitants, 1.073 habitatges, i 902 famílies. La densitat de població era de 1.209,6 habitants/km².
Dels 1.073 habitatges en un 43,1% hi vivien nens de menys de 18 anys, en un 55,2% hi vivien parelles casades, en un 22,7% dones solteres, i en un 15,9% no eren unitats familiars. En el 12,5% dels habitatges hi vivien persones soles el 5,4% de les quals corresponia a persones de 65 anys o més que vivien soles. El nombre mitjà de persones vivint en cada habitatge era de 3,39 i el nombre mitjà de persones que vivien en cada família era de 3,63.
Per edats la població es repartia de la següent manera: un 32,1% tenia menys de 18 anys, un 9,3% entre 18 i 24, un 29,2% entre 25 i 44, un 20,4% de 45 a 60 i un 9% 65 anys o més.
L'edat mediana era de 32 anys. Per cada 100 dones de 18 o més anys hi havia 88,5 homes.
La renda mediana per habitatge era de 43.468 $ i la renda mediana per família de 45.375 $. Els homes tenien una renda mediana de 31.859 $ mentre que les dones 24.837 $. La renda per capita de la població era de 16.292 $. Aproximadament l'11,2% de les famílies i el 12,6% de la població estaven per davall del llindar de pobresa.

## Poblacions més properes
El següent diagrama mostra les poblacions més properes.